# 尉卑大
尉卑大（?—?），又作尉毕大，东汉时车师前部王。
汉和帝永元二年（90年），大将军窦宪破北匈奴，车师被震慑，车师前王尉卑大、车师后王涿鞮各自派遣儿子到汉朝奉贡入侍，东汉朝廷赐给他们印绶金帛。车师后王涿鞮车师前王国尉卑大关系不和。永元八年（96年）七月，尉卑大劝说戊己校尉索頵废车师后王涿鞮，立破虏侯细致为王。涿鞮大怒，以为前王尉卑大（尉毕大）出卖而己，因而反击尉卑大。率兵进攻车师前王国，俘虏了尉卑大的妻子和儿女。